# Verbond (vegetatiekunde)
In de vegetatiekunde is een verbond (Latijn: alliancia) de op twee na hoogste syntaxonomische rang, onder de orde, of een syntaxon in die rang. 
Deze indeling is gebaseerd op die van de taxonomie.
De wetenschappelijke namen van plantengemeenschappen van het niveau verbond zijn herkenbaar aan het suffix -ion, zoals bijvoorbeeld het Alnion glutinosae of het verbond van elzenbroekbossen.
De volgende verbonden worden verder in detail beschreven:
| Nederlandse naam                            | Wetenschappelijke naam           |
| ------------------------------------------- | -------------------------------- |
| beuken-verbond                              | Fagion sylvaticae                |
| buntgras-verbond                            | Corynephorion                    |
| dophei-verbond                              | Ericion tetralicis               |
| dotterbloem-verbond                         | Calthion                         |
| duinsterretjes-verbond                      | Tortulo-Koelerion                |
| dwergbiezen-verbond                         | Nanocyperion                     |
| dwerghaver-verbond                          | Thero-Airion                     |
| fayal-brezal                                | Myrico fayae-Ericion arboreae    |
| haagbeuk-verbond                            | Carpinion betuli                 |
| hoogveenmos-verbond                         | Oxycocco-Ericion                 |
| kraaihei-verbond                            | Empetrion nigri                  |
| liguster-verbond                            | Berberidion vulgaris             |
| muurleeuwenbek-verbond                      | Cymbalario-Asplenion             |
| verbond van berkenbroekbossen               | Betulion pubescentis             |
| verbond van biezenknoppen en pijpenstrootje | Junco-Molinion                   |
| verbond van sleedoorn en bramen             | Pruno-Rubion sprengelii          |
| verbond van elzenbroekbossen                | Alnion glutinosae                |
| verbond van droge, kalkrijke duingraslanden | Polygalo-Koelerion               |
| verbond van droge stroomdalgraslanden       | Sedo-Cerastion                   |
| verbond van Engels gras                     | Armerion maritimae               |
| verbond van gewoon kweldergras              | Puccinellion maritimae           |
| verbond van gewoon struisgras               | Plantagini-Festucion             |
| verbond van heischrale graslanden           | Violion caninae                  |
| verbond van matig droge kalkgraslanden      | Mesobromion                      |
| kribbenmos-verbond                          | Cinclidotion                     |
| verbond van naaldbossen                     | Dicrano-Pinion                   |
| verbond van veldbies-beukenbossen           | Luzulo-Fagion                    |
| verbond van els en vogelkers                | Alno-Padion                      |
| verbond van klein glaskruid                 | Parietarion judaicae             |
| verbond van look-zonder-look                | Galio-Alliarion                  |
| verbond van sleedoorn en meidoorn           | Carpino-Prunion                  |
| verbond van stomp kweldergras               | Puccinellio-Spergularion salinae |
| verbond van struikhei en kruipbrem          | Calluno-Genistion                |
| verbond van veenmos en snavelbies           | Rhynchosporion                   |
| verbond van wilgenbroekstruwelen            | Salicion cinereae                |
| verbond van wilgenvloedbossen en -struwelen | Salicion albae                   |
| wilgenroosje-verbond                        | Carici piluliferae-Epilobion     |
| zinkflora                                   | Thlaspion calaminariae           |
| zomereik-verbond                            | Quercion roboris                 |